# Hier (Album)
Hier ist das zweite Studioalbum der deutschen Rockband Selig. Es erschien 1995 bei Epic Records.

## Hintergrund
Mit ihrem Debütalbum Selig erreichte die Band 1994 ihren kommerziellen Durchbruch und damit Charterfolge in Deutschland und Österreich, eine Tour als Headliner im Herbst, TV-Präsenz auf VIVA und MTV und die Verleihung des Echo für das Video Wenn ich wollte. Für das folgende zweite Werk wurden die ICP Studios in Brüssel gewählt, um aufgrund der Abgeschiedenheit in Ruhe an den Tonaufnahmen arbeiten zu können, die in sechs Wochen abgeschlossen waren. Als Produzent war wieder Franz Plasa anwesend. Hier wurde im 27. Juli 1995 beim Label Epic Records, welches zu Sony Music gehört, veröffentlicht und Selig spielten im Anschluss neben einer fast ausverkauften Tour auf verschiedenen Festivals, darunter Rock am Ring.

## Titelliste
Ursprüngliche CD-Version
1. Hier – 3:11
2. Lass mich rein – 5:00
3. Kleine Schwester – 5:33
4. Ist es wichtig – 3:48
5. Du kennst mich nicht – 4:54
6. Arsch einer Göttin – 5:43
7. Nach Hause – 5:09
8. Diva – 4:28
9. Hinter dem Spiegel – 4:57
10. Halber Freund – 4:20
11. An einem Morgen – 3:47
12. Garten – 3:53
13. Schein – 6:18
14. So träum ich – 4:49 (12:41)

Als Hidden Track enthalten ist das Lied Fliegen.
Alle Texte von Jan Plewka, Musik von Christian Neander bei Titel Nr. 1, Nr. 4, Nr. 5, Nr. 7 bis 12, von Selig bei Titel Nr. 2, Nr. 3, Nr. 6, Nr. 13 und Nr. 14. Später war als Lied Nr. 15 Bruderlos enthalten, dann jedoch ohne den Hidden Track.
Limited Vinyl-Version von 1995
| Seite 1 1. Arsch einer Göttin – 3:11 2. Garten – 4:59 3. Ist es wichtig? – 5:33 4. Lass mich rein – 3:50 5. Du kennst mich nicht – 4:58 | Seite 2 1. Diva – 5:44 2. Fliegen – 5:08 3. Halber Freund – 4:28 4. So träum ich – 5:00 5. Fastafidja – 4:21 |

Die LP Edition war auf 1500 Pressungen begrenzt.

## Besetzung
Band
- Jan Plewka – Gesang
- Christian Neander – Gitarre
- Stephan Eggert – Schlagzeug
- Malte Neumann – Keyboards
- Leo Schmidthals – Bass

Zusätzliche Beiträge
- Frank Michels – Percussion
- G-String Quartett – Streichquartett
- Stefan Printev, Franz Plasa – Streicher-Arrangements

## Charterfolge
Das Album schaffte es bis in die Top-20 der deutschen Charts, Ist es wichtig gelang nur knapp in die Top-100. Die beiden anderen Singles Laß mich rein und Bruderlos erreichten keine Chartplatzierung.

## Rezeption
- Der Metal Hammer schrieb im September 1995, dass Selig im Vergleich mit Brings auf der Überholspur fahren würden. Selig seien vom Retrotrend voll erfasst und bewegten sich im Bereich Alternative/Grunge. Die Musik würde im Vergleich zum Debütalbum noch mehr an die Doors erinnern, und die Texte der Gruppe kreisten hauptsächlich um sexuelle Themen.[10]